# Ketchup di banana
Il ketchup di banana è un condimento filippino a base di banane, zucchero, aceto e spezie. Sebbene sia giallo-brunastro, viene spesso tinto di rosso per assomigliare al più famoso ketchup di pomodori.

## Storia
Il ketchup di banana venne ideato dalla tecnologa alimentare filippina Maria Y. Orosa (1892–1945).
All'epoca della seconda guerra mondiale, a causa della carenza di pomodori nelle Filippine, si iniziò a produrre in serie il ketchup al gusto di banana, che era un frutto relativamente diffuso sul territorio. Il prodotto venne destinato alla grande distribuzione per la prima volta nel 1942 da Magdalo V. Francisco Sr., fondatore del marchio Mafran (parola macedonia composta dalle iniziali del suo nome e cognome).